# Il viaggio (film 1992)
Il viaggio (El viaje) è un film del 1992 diretto da Fernando E. Solanas.
Presentato in concorso al 45º Festival di Cannes, ha vinto il Grand Prix tecnico e ricevuto una menzione speciale della giuria ecumenica.

## Riconoscimenti
- 1992 - Festival di Cannes
  - Grand Prix tecnico
  - Menzione speciale della giuria ecumenica